# Hamburg (loď)

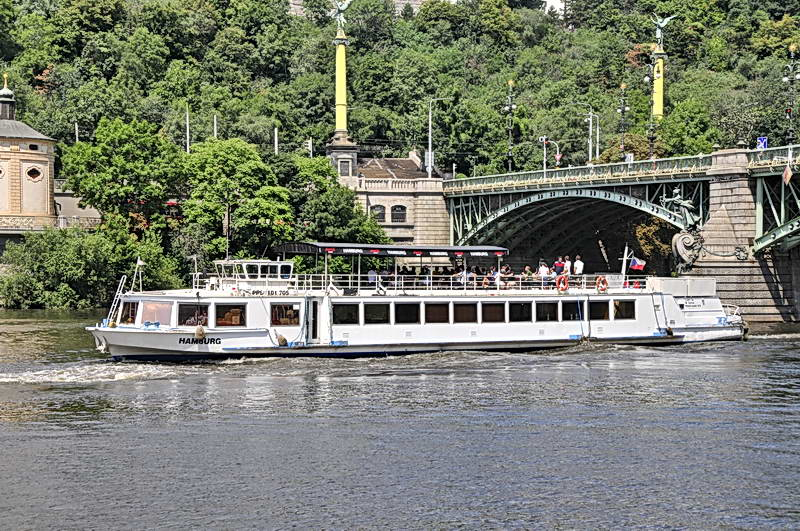
loď Hamburg

Loď Hamburg patří mezi jedno z plavidel určených zejména pro výletní plavby po Vltavě. Byla vyrobena v roce 1983 a v roce 2005 prošla kompletní rekonstrukcí, aby vyhovovala současným požadavkům lodní přepravy.

## Technický popis
Celková kapacita lodi je 164 osob, v restaurační části s barem je k dispozici 94 míst. V horní, částečně zastřešené palubě je 70 míst. Loď je 37 metrů dlouhá a 5 metrů široká. Salónky jsou v případě potřeby klimatizované i vytápěné, takže loď může být v plném provozu po celý rok. Na lodi je rovněž dostupný bufet s širokým výběrem rautového občerstvení.

## Využití
Loď slouží zejména k výletním plavbám po historickém centru Prahy od Štvanice až po Vyšehrad, ale i k delším cestám na Vranov, Slapy, Štěchovice, nebo třeba i do Mělníka.
Loď kotví v přístavištích Výtoň, Na Františku (pod Čechovým mostem), Kampa či Troja.

## Galerie

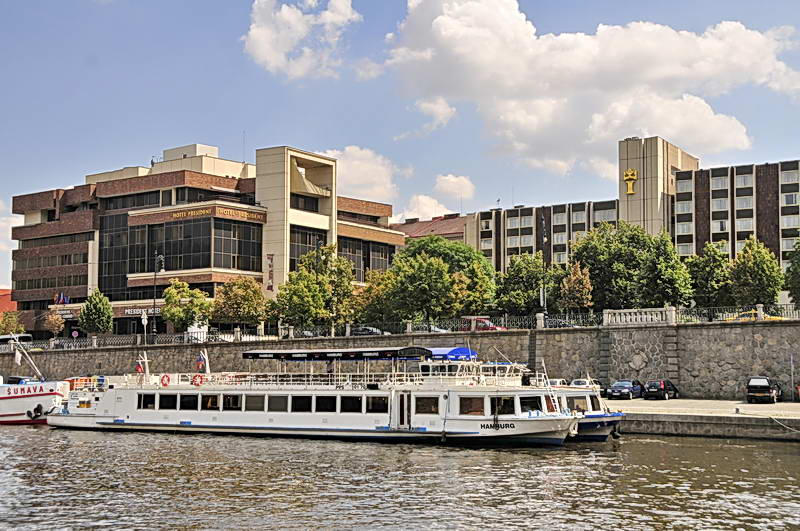
loď Hamburg
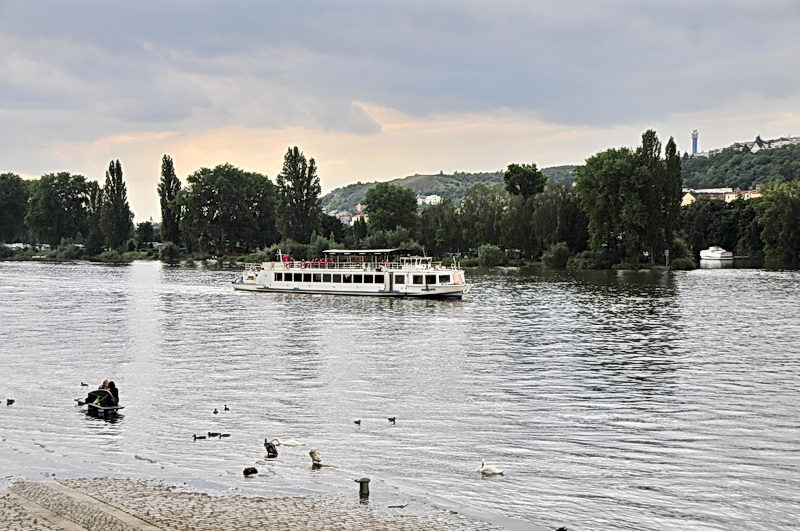
loď Hamburg
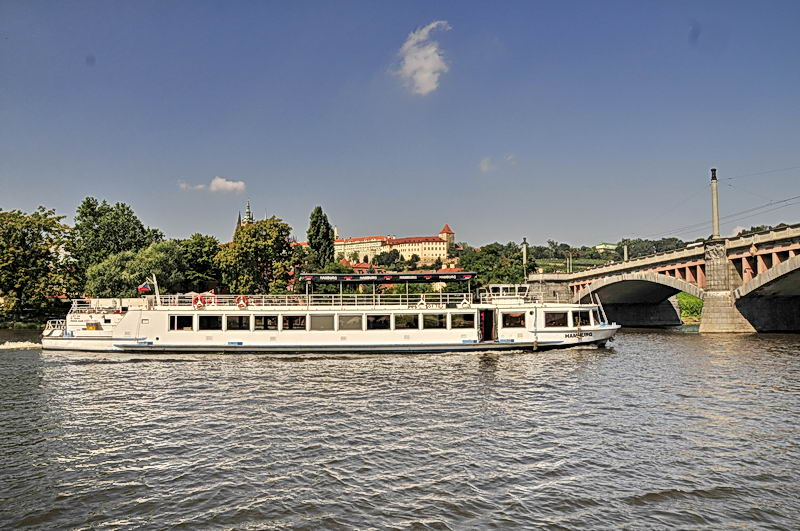
loď Hamburg
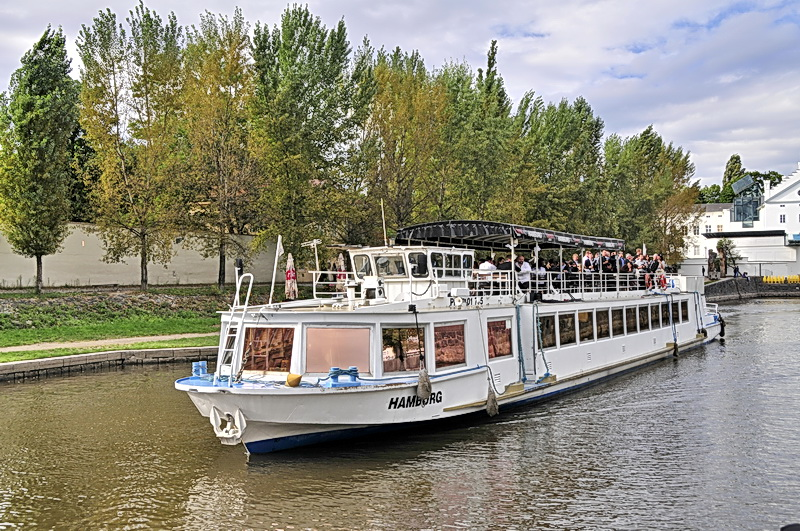
loď Hamburg
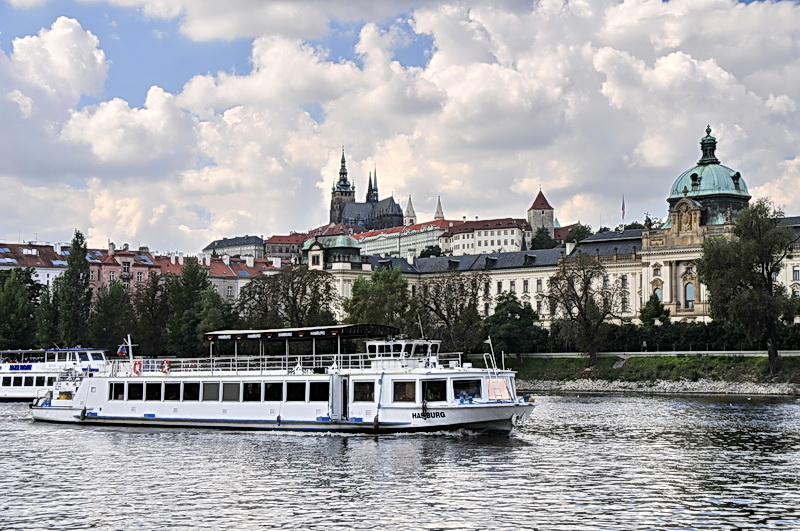
loď Hamburg